# Euploea okinawensis
Euploea okinawensis är en fjärilsart som beskrevs av Matsumura 1929. Euploea okinawensis ingår i släktet Euploea och familjen praktfjärilar. Inga underarter finns listade i Catalogue of Life.